# Іонин Григорій Петрович
Іонин Григорій Петрович (4.10.1917 — 30.11.1982) — радянський офіцер, учасник Радянсько-німецької війни, командир 3-го стрілецького батальйону 212-го гвардійського стрілецького полку 75-ї гвардійської стрілецької дивізії 30-го стрілецького корпусу 60-ї Армії Центрального фронту, Герой Радянського Союзу (17.10.1943), гвардії капітан, пізніше гвардії майор.

## Біографія
Народився 4 жовтня 1907 року в с. Усть-Чаришська Пристань, Алтайського краю. Закінчив 8 класів школи, працював лаборантом в Омському ветеринарному інституті (за іншими даними — працював вагарем, а з 1935 року був робітником на Омській суконній фабриці).
В серпні 1936 року за путівкою комсомолу був направлений на навчання в Омське військове піхотне училище ім. М. В. Фрунзе, яке закінчив у 1939 році. Учасник боїв на Халхин-Голі.
В 1942 році закінчив курси «Вистріл». З листопада 1942 року на посаді командира роти 90-го стрілецького полку 95-ї стрілецької дивізії брав участь в обороні Сталінграду. Був поранений. Нагороджений медаллю «За оборону Сталінграда».
За оборону Сталінграду 95-й стрілецькій дивізії було присвоєне найменування 75-та гвардійська стрілецька дивізія (СРСР). У складі 212-го гвардійського стрілецького полку М. М. Гаврилін бере участь у Курській битві в районі Понирі-Ольховатка, командує 3-м стрілецьким батальйоном. 6.07.1943 року успішно провів наступальний бій, відбив 8 контратак противника, знищив 7 танків та одну гармату ПТО, 11 станкових кулеметів да то 600 солдат і офіцерів противника. В обороні Іонін показав завзятість і стійкість, утимав всі свої позиції. Був нагороджений орденом Червоного Прапора.
Особливо відзначився Г. П. Іонін при форсуванні річки Десна, а потім річки Дніпро північніше Києва восени 1943 року, у боях при захопленні та утриманні плацдарму на правому березі Дніпра в районі сіл Глібівка та Ясногородка (Вишгородський район Київської області). В наградному листі командир 212-го гвардійського стрілецького полку гвардії полковник Борисов М. С. написав, що командир 3-го стрілецького батальйону Іонін показав себе сміливим і рішучим командиром. 22.09.1943 року біля с. Боденки вдень під атаками авіації противника, з допомогою виключно підручних засобів, форсував річку Десна. 24.09.1943 року уміло форсував річку Дніпро і з ходу вступив у бій біля с. Ясногородка. Батальйон Іоніна відбив 6 контратак противника, втримав зайняті рубежі і тим забезпечив плацдарм для розгортування операцій на правому березі Дніпра.
Указом Президії Верховної Ради СРСР від 17 жовтня 1943 року за мужність і героїзм проявлені при форсуванні Дніпра і утриманні плацдарму гвардії капітану Іонину Григорію Петровичу присвоєне звання Героя Радянського Союзу з врученням ордена Леніна і медалі «Золота Зірка».
В 1944 році на посаді начальника штабу 241-го стрілецького полку 75-ї гвардійської стрілецької дивізії майор Г. П. Іонін був тяжко поранений, в результаті чого втратив ногу і був демобілізований.
Після війни працював в Омському обкомі КПРС на посаді завідувача відділу. В 1950 році закінчив Вищу партшколу при ЦК КПРС, а в 1957 — Академію суспільних наук при ЦК КПРС. Жив і працював у м. Москва, мав вчену ступінь кандидата наук, викладав в Московському авіаційно-технологічному інституті.
Помер 30 листопада 1982 року. Похований у Москві на Ваганьковському кладовищі.

## Нагороди
- медаль «Золота Зірка» № 1552 Героя Радянського Союзу (17 жовтня 1943)
- Орден Леніна
- Орден Червоного Прапора
- Орден Вітчизняної війни 1 ступеня
- Медалі

## Пам'ять
- На батьківщині Героя в с. Усть-Чаришська Пристань, Алтайського краю встановлено його бюст, а його ім'ям названо одну з вулиць.
- В м. Барнаул ім'я Г. П. Іоніна увіковічнено в Меморіалі Слави[8].